# Wolfgang Joho

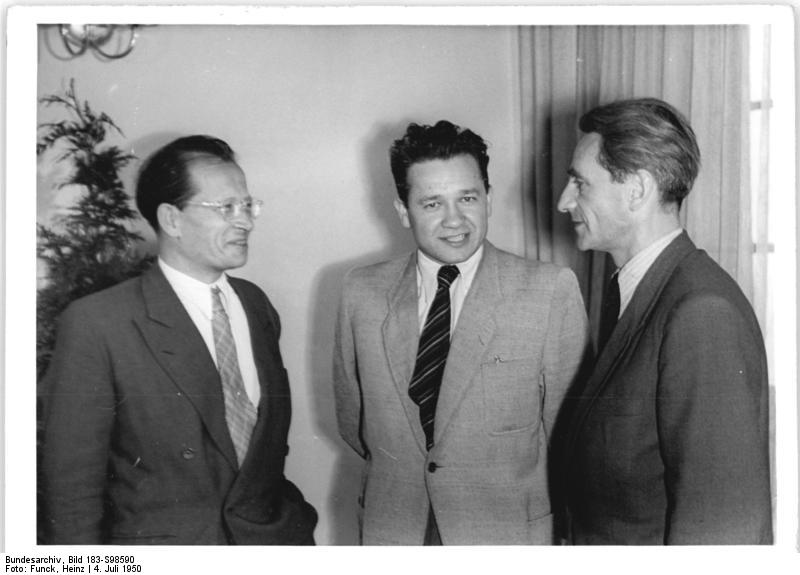
Wolfgang Joho (links), Tadeusz Borowski (Mitte) und Mieczysław Jastrun auf dem deutschen Schriftsteller-Kongress in Berlin 4. Juli 1950

Wolfgang Joho (* 6. März 1908 in Karlsruhe; † 13. Februar 1991 in Kleinmachnow) war ein deutscher Schriftsteller.

## Leben
Wolfgang Joho war der Sohn des Journalisten und Schriftstellers Karl Joho (1875–1944, u. a. Redakteur beim Karlsruher Tagblatt). Nach dem Besuch des Gymnasiums studierte Joho von 1926 bis 1931 an den Universitäten in Freiburg (Breisgau), Heidelberg und Berlin die Fächer Medizin, Geschichte und Staatswissenschaften. Ab 1928 gehörte er dem Roten Studentenbund an und ab 1929 der KPD. 1931 promovierte Joho an der Universität Heidelberg mit einer Arbeit über den Frühsozialisten Wilhelm Weitling zum Doktor der Philosophie. Von 1931 bis 1932 volontierte er bei der Württemberger Zeitung. 1933 wurde er von der Universität Heidelberg „wegen kommunistischer Betätigung“ nachträglich relegiert. Von 1933 bis 1935 war er als Redakteur bei Hugenbergs Materndienst „Central-Büro für die Deutsche Presse“ in Berlin tätig.
1937 erfolgte seine Verhaftung durch die Gestapo wegen illegaler Tätigkeit für die KPD. Joho wurde zu drei Jahren Zuchthaus verurteilt, die er im Zuchthaus Luckau und in diversen Moorlagern verbüßte. Anschließend erhielt er Berufsverbot. Von 1940 bis 1942 arbeitete er als kaufmännischer Angestellter. 1943 wurde Joho zum Strafbataillon 999 der Wehrmacht eingezogen. Joho geriet in britische Kriegsgefangenschaft, die er in Ägypten und Großbritannien verbrachte und aus der er 1946 nach Deutschland zurückkehrte.
Joho ließ sich in der Sowjetischen Besatzungszone nieder. Von 1947 bis 1954 war er Redakteur der Wochenzeitung „Sonntag“. Von 1954 bis 1960 lebte er als freier Schriftsteller in Kleinmachnow; ab 1960 war er Chefredakteur der Zeitschrift „neue deutsche literatur“. Von diesem Posten wurde er 1966 nach Differenzen mit der SED-Führung wegen der Veröffentlichung von Auszügen aus Werner Bräunigs Roman Rummelplatz entlassen; Joho lebte danach erneut als freier Schriftsteller in Kleinmachnow.
Wolfgang Johos Werk umfasst vorwiegend Romane, Erzählungen und Essays. Thema ist häufig die Entwicklung bürgerlicher Intellektueller und Humanisten zu Antifaschisten und Kommunisten.
Wolfgang Joho war Mitglied der SED und des Schriftstellerverbandes der DDR.

## Auszeichnungen
- 1958: Theodor-Fontane-Preis des Bezirks Potsdam
- 1962: Nationalpreis der DDR
- 1965: Johannes-R.-Becher-Medaille in Gold
- 1969: Heinrich-Mann-Preis
- 1973: Vaterländischer Verdienstorden in Silber
- 1977: Vaterländischer Verdienstorden in Gold
- 1983: Nationalpreis der DDR II. Klasse für Kunst und Literatur
- 1988: Ehrenspange zum Vaterländischen Verdienstorden in Gold

## Werke
- Wilhelm Weitling. Der Ideengehalt seiner Schriften, entwickelt aus den geschichtlichen Zusammenhängen. Buchdruckerei E. Bechstein, Inh. Wilh. Hinckel, Wertheim am Main 1932
- Die Hirtenflöte, Berlin 1947; abgedruckt in mehreren Folgen auch in: Der Standpunkt, ab 22. Oktober 1948 (Digitalisat).
- Aller Gefangenschaft Ende, Leipzig 1949
- Jeanne Peyrouton, Berlin 1949
- Die Verwandlungen des Doktor Brad, Berlin 1949
- Ein Dutzend und zwei, Berlin 1950
- Der Weg aus der Einsamkeit, Berlin 1953
- Zwischen Bonn und Bodensee, Berlin 1954
- Wandlungen, Berlin 1955
- Traum von der Gerechtigkeit. Die Lebensgeschichte des Handwerksgesellen, Rebellen und Propheten Wilhelm Weitling, Verlag Neues Leben, Berlin 1956
- Die Nacht der Erinnerung, Berlin 1957
- Die Wendemarke, Berlin 1957
- Korea trocknet die Tränen, Berlin 1959
- Es gibt kein Erbarmen, Berlin 1962
- Aufstand der Träumer, Berlin [u. a.] 1966
- Das Klassentreffen, Berlin [u. a.] 1968
- Die Kastanie, Berlin [u. a.] 1970
- Abschied von Parler, Aufbau-Verlag, Berlin und Weimar 1971
- Der Sohn. Nachrichten aus der Bender-Welt, Aufbau-Verlag, Berlin und Weimar 1974